# ТЕС Ескатрон (Endesa)
ТЕС Ескатрон (Endesa) – теплова електростанція на північному сході Іспанії, у розвитку якої важливу участь прйиняла компанія Endesa (у другій половині 2010-х він перейшов до компанії Repsol).
У 1953, 1955 та 1958 роках ввели в дію три конденсаційні енергоблоки з паровими турбінами потужністю 50 МВт, 60 МВт та 62,5 МВт відповідно. Як паливо вони споживали буре вігулля з місцевих копалень.
У 1986-му запустили другу чергу у складі одного конденсаційного блоку з паровою турбіною потужністю 80 МВт. Цей проект був призначений для відпрацювання технології десульфуризації та спалювання бурого вугілля у у киплячому шарі.
В 2007 році на майданчику станції ввели в дію третю чергу у складі парогазового блоку комбінованого циклу потужністю 805 МВт, в якому дві газові турбіни потужністю по 265 МВт живлять через відповідну кількість котлів утилізаторів одну парову турбіну з показником 275 МВт. Паливна ефективність блоку становить 58%, а як паливо він споживає природний газ, що надходить по трубопроводу Тівісса – Аро – Бергара.
Поява сучасних генеруючих потужностей дозволила зупинити, а в 2011-му вивести з експлуатації останній з конденсаційних блоків, що відносився до другої черги.
Для охолодження використовують воду з річки Ебро.
Можливо відзначити, що в Арагоні також діє ТЕС Ескатрон компанії Global 3 Energia.